# Златна була
Златна була или хрисовуља (грч. χρυσός - злато, лат. bulla - печат) је златни орнамент у облику печата која се ставља на повеље које су издавали монарси у Европи и Византији током средњег века и ренесансе. Термин се првобитно односио на сам печат, али касније се примењивао на целокупни документ.
Златне буле су настале у Византији (грч. chrysobullos logos - закон са златним печатом), и биле су изузетно важно дипломатско средство. Званична царска идеологија се базирала на идеји да је византијски цар изабран од Бога да буде владар јединог легитимног царства на свету. Византинци су веома успешно убедили друге државе да прихвате ову тврдњу, и представљали су златне буле као акт царске милости а у суштини су их користили као споразуме без потребе да признају друге државе као равне. Такође су биле корисно средство које је царству пружало могућност да на тај начин спроводи чак и понижавајуће споразуме и уступке, а да се чини као да су ти уступци знак царске милости.
Током скоро 800 година издаване су једнострано, не обавезујући другу страну ни на шта. Међутим, почев од 12. века, Византинци су почели да уносе у буле обавезе друге стране са којима су преговарали.
Други европски монарси су прихватили златне буле по угледу на Византинце, али су их користили много умереније.

## Познате златне буле
- Златна була (1081) којом је Алексије I Комнин дао Млечанима право слободне трговине у Византијском царству у замену за помоћ млетачке флоте у рату против Нормана.[3]
- Сицилијанска златна була — издао ју је Фридрих II, цар Светог римског царства 1212. године
- Златна була (1213) — издао ју је Фридрих II, цар Светог римског царства
- Златна була (1214) — издао ју је Фридрих II, цар Светог римског царства, којом је уступио све немачке територије северно од реке Елбе и Елде краљу Валдемару од Данске.
- Златна була (1222) — издао ју је Андраш II од Угарске. Овом златном булом Андраш је потврдио права племства. Био је присиљен на то, исто као што је краљ Јован без Земље био присиљен да потпише Магну Карту.
- Златна була (1224) — такође је издао Андраш II од Угарске, којом је гарантовао одређена права саксонским становницима Трансилваније.
- Златна була из Риминија (1226), издао ју је Фридрих II, цар Светог римског царства 1226.
- Златна була из Берна (1218), коју је такође наводно издао Фридрих II, цар Светог римског царства 1218. али се данас сматра фалсификатом.
- Златна була (1242) — издао ју је угарски краљ Бела IV. Том булом је Градец, данашњи Загреб, постао слободни краљевски град.[4][5]
- Златна була (1348) — коју је издао чешки краљ Карел I, који ће касније владати Светим римским царством као Карло IV, цар Светог римског царства, и којом је основао Карлов универзитет у Прагу, један од најстаријих универзитета на свету.
- Златна була (1356) — вероватно најпознатија Златна була коју је издао Карло IV, цар Светог римског царства. Објављена је на скупштини (Дијети) у Нирнбергу и током више од сто година дефинисала је уставну структуру Светог римског царства.
- Златна була (1702) — издао ју је Леополд I, цар Светог римског царства, којим је основана Леополдинска Академија у шлеској престоници Вроцлаву, будући Универзитет у Вроцлаву (лат. Universitas Vratislatensis).